# Fadela Echebbi
Fadela Echebbi (tiếng Ả Rập: فضيلة الشابي Fadela ash-Shābbī) (23 tháng 1 năm 1946) là một nhà thơ người Tunisia. Echebbi sinh ra ở Tozeur, Tunisia, vào ngày 23 tháng 1 năm 1946, anh em họ của nhà thơ Tunisia nổi tiếng Aboul-Qacem Echebbi.
Năm 1971, cô lấy bằng tốt nghiệp văn học Ả Rập, từ Khoa nhân văn và khoa học xã hội ở Tunis.

## Công trình
- Mùi của trái đất và sự tức giận (1973).
- Tiếng gầm của buổi sáng (2002).
- Suy thoái của gió (2003).